# Energia lliure de Helmholtz

Diagrama del motor Carnot (modern) - on una quantitat de calor QH flueix des d'un forn TH d'alta temperatura a través del fluid del "cos de treball" (substància de treball) i la calor restant QC flueix a l'aigüera freda TC, forçant així la substància de treball. fer un treball mecànic W sobre l'entorn, mitjançant cicles de contraccions i expansions.

En termodinàmica, l'energia lliure de Helmholtz (o energia de Helmholtz és un potencial termodinàmic que mesura el treball útil que es pot obtenir a partir d'un sistema termodinàmic tancat a una temperatura constant (isotèrmica). El canvi en l'energia de Helmholtz durant un procés és igual a la quantitat màxima de treball que el sistema pot realitzar en un procés termodinàmic en què la temperatura es manté constant. A temperatura constant, l'energia lliure de Helmholtz es minimitza a l'equilibri.
En canvi, l'energia lliure o entalpia lliure de Gibbs s'utilitza més habitualment com a mesura del potencial termodinàmic (especialment en química) quan és convenient per a aplicacions que es produeixen a pressió constant. Per exemple, en la investigació d'explosius s'utilitza sovint l'energia lliure de Helmholtz, ja que les reaccions explosives per la seva naturalesa indueixen canvis de pressió. També s'utilitza sovint per definir equacions fonamentals d'estat de substàncies pures.
El concepte d'energia lliure va ser desenvolupat per Hermann von Helmholtz, un físic alemany, i es va presentar per primera vegada el 1882 en una conferència anomenada "Sobre la termodinàmica dels processos químics". De la paraula alemanya Arbeit (treball), la Unió Internacional de Química Pura i Aplicada (IUPAC) recomana el símbol A i el nom Helmholtz energia. En física, el símbol F també s'utilitza en referència a l'energia lliure o la funció de Helmholtz.

## Definició
L'energia lliure de Helmholtz es defineix com{\displaystyle F\equiv U-TS,}on
- F és l'energia lliure de Helmholtz (de vegades també anomenada A, particularment en el camp de la química) (SI : joules, CGS : ergs),
- U és l'energia interna del sistema (SI: joules, CGS: ergs),
- T és la temperatura absoluta (kelvins) de l'entorn, modelada com un bany de calor,
- S és l'entropia del sistema (SI: joules per kelvin, CGS: ergs per kelvin).

L'energia de Helmholtz és la transformació de Legendre de l'energia interna U, en la qual la temperatura substitueix l'entropia com a variable independent.

## Aplicació a equacions d'estat fonamentals
La funció d'energia lliure de Helmholtz per a una substància pura (juntament amb els seus derivats parcials) es pot utilitzar per determinar totes les altres propietats termodinàmiques de la substància. Vegeu, per exemple, les equacions d'estat per a l'aigua, tal com les proporciona l'IAPWS a la seva versió IAPWS-95.

## Aplicació per entrenar codificadors automàtics
Hinton i Zemel "obtenen una funció objectiu per a l'entrenament del codificador automàtic basat en el principi de longitud de descripció mínima (MDL)". "La longitud de la descripció d'un vector d'entrada que utilitza un codi particular és la suma del cost del codi i el cost de reconstrucció. Ells defineixen que aquesta és l'energia del codi. Donat un vector d'entrada, defineixen que l'energia d'un codi és la suma. del cost del codi i del cost de la reconstrucció".